# Storia della bruttezza
Storia della bruttezza è un saggio curato da Umberto Eco e pubblicato da Bompiani nel 2007.

## Contenuto dell'opera
(Storia della bruttezza, incipit)
Umberto Eco sostiene l'esistenza di tre grandi categorie: il brutto in sé, il brutto formale, il brutto artistico, e svolge il tema per ordine cronologico, soffermandosi in particolare su letteratura, filosofia e arti visive (soprattutto pittura): l'opera è una grossa antologia di immagini e brani che percorrono attraverso la storia il concetto di "brutto".

## I capitoli
1. Il brutto nel mondo classico
2. La passione, la morte, il martirio
3. L'apocalisse, l'inferno e il diavolo
4. Mostri e portenti
5. Il brutto, il comico, l'osceno
6. La bruttezza della donna tra Antichità e barocco
7. Il diavolo nel mondo moderno
8. Stregoneria, satanismo, sadismo
9. Il riscatto romantico del brutto
10. Il perturbante
11. Torri di ferro e torri d'avorio
12. L'avanguardia e il trionfo del brutto
13. Il brutto altrui, il kitsch e il camp
14. Il brutto oggi